# Samsung Galaxy

Logo

Zwei Samsung Galaxy Z Flip 3 (außen) und ein Samsung Galaxy Z Fold 3 (mittig), jeweils von der Rückseite

Zwei Samsung Galaxy Z Flip 3 (vorne) und ein Samsung Galaxy Z Fold 3 (hinten), jeweils von der Vorderseite

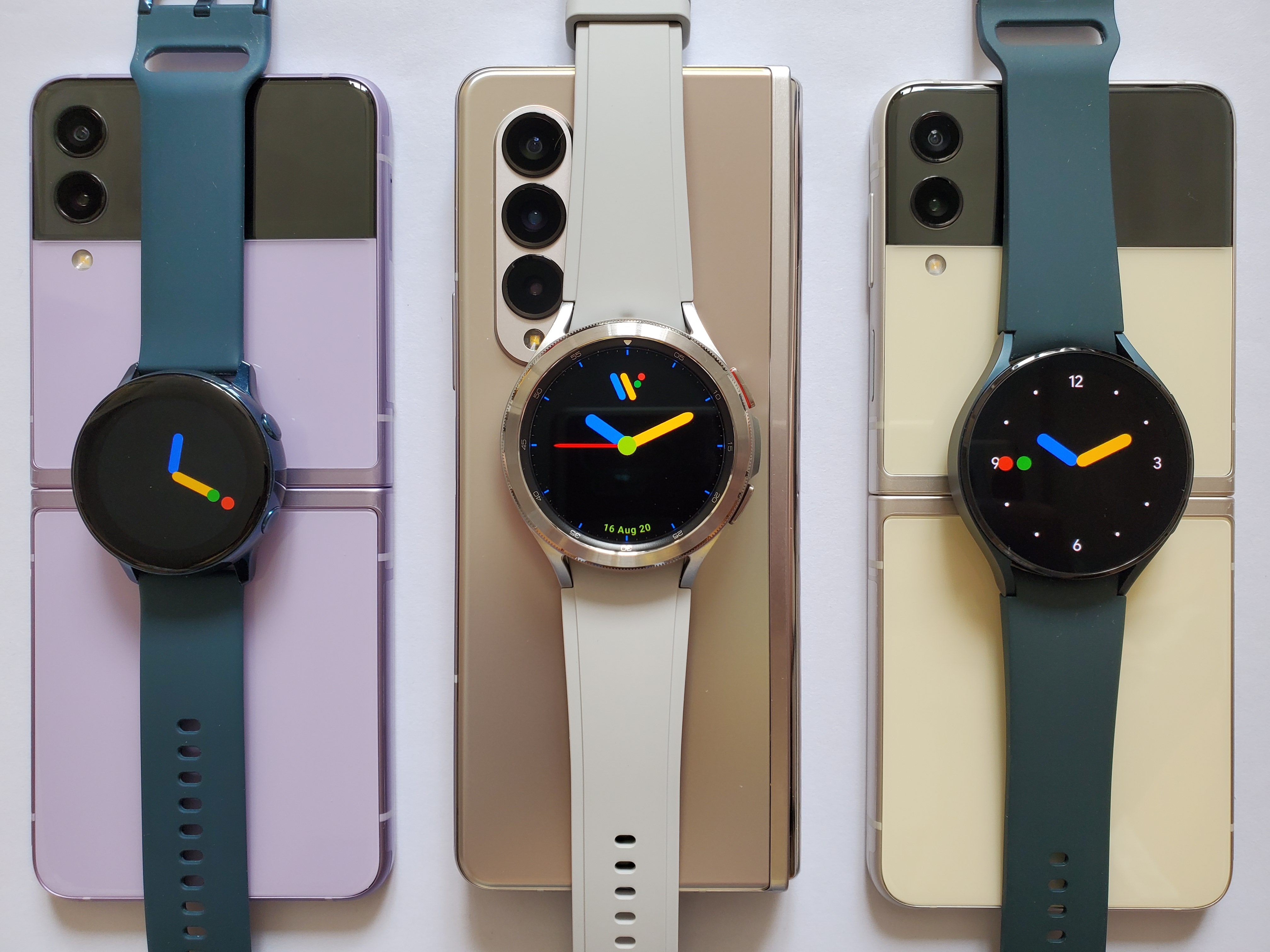
Samsung Galaxy Watches

Unter dem Markennamen Samsung Galaxy (Eigenschreibweise SAMSUNG Galaxy) vertreibt der südkoreanische Elektronik-Konzern Samsung Electronics seine Smartphones, Phablets, Tablets, Wearables, Kopfhörer und Notebooks.

## Benennung
Die Geräteklassen unterscheiden sich in Ausstattung, Größe des Displays oder den verbauten Prozessoren. Seit 2011 werden die Produkte der Galaxy-Reihe von Samsung folgendermaßen kategorisiert:

### Reihen
| Buchstabe | Bedeutung   | Produkt/Zielgruppe                                                                       |
| --------- | ----------- | ---------------------------------------------------------------------------------------- |
| F         |             | (nur in China und Indien erhältlich) Mittelklasse-Geräte, Nachfolger der C- und On-Reihe |
| M         | Magical     | Mittelklasse-Geräte mit großem Akku                                                      |
| A         | Awesome     | Mittelklasse-Geräte                                                                      |
| S         | Super Smart | High-End-Geräte                                                                          |
| Z         |             | High-End-Geräte mit faltbarem Display                                                    |
| X         | XCover      | besonders robuste Outdoor-Smartphones                                                    |

### Suffixe
| Buchstabe | Bedeutung            | Produkt/Zielgruppe                                                       |
| --------- | -------------------- | ------------------------------------------------------------------------ |
| 5G        | 5G (Suffix)          | Geräte mit mobilem 5G-Datenempfangsteil                                  |
| Duo/Duos  | Duos (Suffix)        | Geräte mit zwei SIM-Schächten und i. d. R. etwas reduzierter Ausstattung |
| e         | Essential (Suffix)   | das Essentielle der High-End-Geräte im Kompaktformat                     |
| FE        | Fan Edition (Suffix) | Smartphone mit Spezifikationen nach Kundenwünschen zusammengestellt      |
| Lite      | Lite (Suffix)        | etwas aufgefrischte Geräte der Vorgängergeneration                       |
| LTE       | LTE (Suffix)         | Geräte mit mobilem 4G-Datenempfangsteil                                  |

Die so gebildeten Bezeichnungen (z. B. Samsung Galaxy S10 = Samsung Galaxy – Super Smart – 10. Generation) dienen dem Marketing, sind also nicht eindeutig. Seit dem Samsung Galaxy S20 ist die Zahl der S und Note-Reihen am Jahr orientiert (Note Reihe mittlerweile eingestellt) z. B. S20 und Note 20 vom Modelljahr 2020, S21 vom Jahr 2021. Hinter jedem Namen können sich noch mehrere Modelle verbergen, die sich z. B. in der Ausstattung bei Größe, Speicher, Mobilfunkteil oder Farbe unterscheiden. Hinzu kommen lokale Unterschiede, weil Samsung z. B. für den nordamerikanischen, chinesischen und japanischen Markt andere Prozessoren einsetzt als für den europäischen Markt.

## Betriebssystem
Das Standard-Betriebssystem für die Samsung-Galaxy-Geräte ist Android. Dazu verfügen die Galaxy-Geräte über eine eigene Benutzeroberfläche, diese war ab 2008 TouchWiz, ab der Einführung von Android 7.0 Samsung Experience und seit 2018 One UI. Im Rahmen der Vorstellung des Galaxy Note 20 gab Samsung bekannt, dass alle Geräte ab dem Samsung Galaxy S10 drei statt der bisherigen zwei Android-Updates bekommen, die Update-Garantie besteht für die Galaxy Note-, S-, Z- und A-Serie, bei der Vorstellung der Galaxy S22-Reihe garantierte Samsung für einige Geräte vier Android-Updates und fünf Jahre Sicherheitsupdates, zum Zeitpunkt der Vorstellung ist Samsung damit der Hersteller mit der längsten Softwareunterstützung im Android-Bereich. Im Januar 2024 gab das Unternehmen bekannt, dass die neuen Samsung Galaxy S24 Geräte 7 Jahre lang mit Sicherheits und Betriebssystemupdates versorgt werden. Bei den Smartwatches verwendet Samsung seit der Galaxy Watch 4 und Galaxy Watch 4 Classic als Betriebssystem WearOS mit der Benutzeroberfläche One UI. Andere Betriebssysteme bestehen bei den Samsung Galaxy Books mit Microsoft Windows oder bei den Smartwatches bis zur Galaxy Watch 3 und der Galaxy Watch Active 2 sowie den Fernsehgeräten, diese basieren auf dem eigenen Betriebssystem Tizen OS.

## Smartphones, Phablets und Foldables
Nachfolgend eine Liste aller Smartphones, Phablets und Foldables der Samsung-Galaxy-Baureihe:

### Samsung Galaxy A-Reihe
- Samsung Galaxy A01
- Samsung Galaxy A01 Core
- Samsung Galaxy A2 Core
- Samsung Galaxy A02
- Samsung Galaxy A02s
- Samsung Galaxy A3 Core
- Samsung Galaxy A03
- Samsung Galaxy A03s
- Samsung Galaxy A03 Core
- Samsung Galaxy A04
- Samsung Galaxy A04s
- Samsung Galaxy A04 Core
- Samsung Galaxy A05s
- Samsung Galaxy A06
- Samsung Galaxy A10
- Samsung Galaxy A10e
- Samsung Galaxy A10s
- Samsung Galaxy A11
- Samsung Galaxy A12
- Samsung Galaxy A13
- Samsung Galaxy A13 5G
- Samsung Galaxy A14
- Samsung Galaxy A14 5G
- Samsung Galaxy A15
- Samsung Galaxy A15 5G
- Samsung Galaxy A16 5G
- Samsung Galaxy A20 (2019)
- Samsung Galaxy A20e (2019)
- Samsung Galaxy A20s (2019)
- Samsung Galaxy A21 (2020)
- Samsung Galaxy A21s (2020)
- Samsung Galaxy A22 (2021)
- Samsung Galaxy A22 5G (2021)
- Samsung Galaxy A23 (2022)
- Samsung Galaxy A23 5G (2022)
- Samsung Galaxy A25 5G (2024)
- Samsung Galaxy A26 5G (2025)
- Samsung Galaxy A3
- Samsung Galaxy A3 (2016)
- Samsung Galaxy A3 (2017)
- Samsung Galaxy A30 (2019)
- Samsung Galaxy A30s (2019)
- Samsung Galaxy A31 (2020)
- Samsung Galaxy A32 (2021)
- Samsung Galaxy A32 5G (2021)
- Samsung Galaxy A33 (2022)
- Samsung Galaxy A33 5G (2022)
- Samsung Galaxy A34 5G (2023)
- Samsung Galaxy A35 5G (2024)
- Samsung Galaxy A36 5G (2025)
- Samsung Galaxy A40 (2019)
- Samsung Galaxy A41 (2020)
- Samsung Galaxy A42 5G (2021)
- Samsung Galaxy A5
- Samsung Galaxy A5 (2016)
- Samsung Galaxy A5 (2017)
- Samsung Galaxy A50 (2019)
- Samsung Galaxy A50s (2019)
- Samsung Galaxy A51 (2020)
- Samsung Galaxy A51 5G (2020)
- Samsung Galaxy A52 (2021)
- Samsung Galaxy A52 5G (2021)
- Samsung Galaxy A52s 5G (2021)
- Samsung Galaxy A53 (2022)
- Samsung Galaxy A53 5G (2022)
- Samsung Galaxy A54 5G (2023)
- Samsung Galaxy A55 5G (2024)
- Samsung Galaxy A56 5G (2025)
- Samsung Galaxy A6
- Samsung Galaxy A60 (2019)
- Samsung Galaxy A7
- Samsung Galaxy A7 (2016)
- Samsung Galaxy A7 (2017)
- Samsung Galaxy A7 (2018)
- Samsung Galaxy A70 (2019)
- Samsung Galaxy A70s (2019)
- Samsung Galaxy A71 (2020)
- Samsung Galaxy A71 5G (2020)
- Samsung Galaxy A72 (2021)
- Samsung Galaxy A73 5G (2022)
- Samsung Galaxy A8
- Samsung Galaxy A8 (2016)
- Samsung Galaxy A8 (2018)
- Samsung Galaxy A8+ (2018)
- Samsung Galaxy A8s
- Samsung Galaxy A8s Unicorn Edition
- Samsung Galaxy A80 (2019)
- Samsung Galaxy A9 (2016)
- Samsung Galaxy A9 (2018)
- Samsung Galaxy A9 Star
- Samsung Galaxy A90 5G (2019)

### Samsung Galaxy M-Reihe
- Samsung Galaxy M01
- Samsung Galaxy M01s
- Samsung Galaxy M01 Core
- Samsung Galaxy M02
- Samsung Galaxy M02s
- Samsung Galaxy M10
- Samsung Galaxy M10s
- Samsung Galaxy M11
- Samsung Galaxy M12
- Samsung Galaxy M13
- Samsung Galaxy M15
- Samsung Galaxy M20
- Samsung Galaxy M21
- Samsung Galaxy M21s
- Samsung Galaxy M23 5G
- Samsung Galaxy M30
- Samsung Galaxy M30s
- Samsung Galaxy M31
- Samsung Galaxy M31s
- Samsung Galaxy M32
- Samsung Galaxy M33 5G
- Samsung Galaxy M34 5G
- Samsung Galaxy M40
- Samsung Galaxy M42 5G
- Samsung Galaxy M51
- Samsung Galaxy M53 5G
- Samsung Galaxy M55 5G
- Samsung Galaxy M62

### Samsung Galaxy S-Reihe
- Samsung Galaxy R (GT-I9103)
- Samsung Galaxy S (GT-I9000)
- Samsung Galaxy S Advance (GT-I9070)
- Samsung Galaxy S Duos (GT-S7562)
- Samsung Galaxy S Duos 2 (GT-S7582)
- Samsung Galaxy S Plus (GT-I9001)
- Samsung Galaxy S Relay 4G (SGH-T699)
- Samsung Galaxy S Wi-Fi
- Samsung Galaxy SL (GT-I9003)
- Samsung Galaxy S II (GT-I9100)
- Samsung Galaxy S II Plus (GT-I9105)
- Samsung Galaxy S III (GT-I9300)
- Samsung Galaxy S III Neo (GT-I9301)
- Samsung Galaxy S III LTE (GT-I9305)
- Samsung Galaxy S III mini (GT-I8190)
- Samsung Galaxy S4 (GT-I9500, GT-I9505, GT-i9506 und GT-I9515)
- Samsung Galaxy S4 Active
- Samsung Galaxy S4 LTE+
- Samsung Galaxy S4 mini (GT-I9195)
- Samsung Galaxy S4 Zoom
- Samsung Galaxy S5 (SM-G900F)
- Samsung Galaxy S5 LTE-A/S5 LTE+, S5 LTE Plus (SM-G901F)
- Samsung Galaxy S5 Neo (August 2015)
- Samsung Galaxy S5 mini (SM-G800F)
- Samsung Galaxy S5 mini Duos (SM-G800H)
- Samsung Galaxy S6
- Samsung Galaxy S6 Edge
- Samsung Galaxy S6 Edge+
- Samsung Galaxy S7
- Samsung Galaxy S7 Edge (SM-G935F)
- Samsung Galaxy S7 Active
- Samsung Galaxy S8
- Samsung Galaxy S8+
- Samsung Galaxy S9
- Samsung Galaxy S9+
- Samsung Galaxy S10
- Samsung Galaxy S10+
- Samsung Galaxy S10e
- Samsung Galaxy S10 5G
- Samsung Galaxy S10 Lite
- Samsung Galaxy S20
- Samsung Galaxy S20+
- Samsung Galaxy S20 Ultra 5G (SM-G988N)
- Samsung Galaxy S20 FE
- Samsung Galaxy S20 FE 5G
- Samsung Galaxy S21 (2021)
- Samsung Galaxy S21+ (2021)
- Samsung Galaxy S21 Ultra (2021)
- Samsung Galaxy S21 FE (2021)
- Samsung Galaxy S22 (2022)
- Samsung Galaxy S22+ (2022)
- Samsung Galaxy S22 Ultra (2022)
- Samsung Galaxy S23 (2023)
- Samsung Galaxy S23+ (2023)
- Samsung Galaxy S23 Ultra (2023)
- Samsung Galaxy S23 FE (2023)
- Samsung Galaxy S24 (2024)
- Samsung Galaxy S24+ (2024)
- Samsung Galaxy S24 Ultra (2024)
- Samsung Galaxy S24 FE (2024)
- Samsung Galaxy S25 (2025)
- Samsung Galaxy S25+ (2025)
- Samsung Galaxy S25 Ultra (2025)
- Samsung Galaxy S25 Edge (2025)

Samsung hat angekündigt, Anfang 2024 die Samsung Galaxy S24-Familie (Galaxy S24, S24+ und S24 Ultra) auf den Markt zu bringen. Man rechne damit, 35 Millionen Stück der Familie (4 Millionen mehr als von der S23-Familie) auszuliefern. Samsung hat auf einer Veranstaltung namens AI Forum in Seoul eine KI namens Samsung Gauss mit drei Werkzeugen vorgestellt: Gauss Language für Textarbeiten (z. B. Übersetzungen), Gauss Image für die Bildgenerierung und Verbesserung von Fotos sowie Gauss Code für die Entwicklung von Programmen.

### Samsung Galaxy XCover-Reihe
- Samsung Galaxy XCover 1 (GT-S5690)
- Samsung Galaxy XCover 2 (GT-S7710)
- Samsung Galaxy XCover 3 (SM-G388F)
- Samsung Galaxy XCover 4 (SM-G390F)
- Samsung Galaxy XCover 4s (SM-G398FN)
- Samsung Galaxy XCover 4s Enterprise Edition (SM-G398FZKDE28)
- Samsung Galaxy XCover Pro (SM-G715FZKDE28)
- Samsung Galaxy XCover 5 Enterprise Edition (SM-G525FZKDEEB)
- Samsung Galaxy XCover 6 Pro (SM-G736BZKDEEB)
- Samsung Galaxy XCover 7 (SM-G556B)[8]

### Samsung Galaxy Z-Reihe (Foldables)
- Samsung Galaxy Fold
- Samsung Galaxy Z Fold2
- Samsung Galaxy Z Fold3
- Samsung Galaxy Z Fold4
- Samsung Galaxy Z Fold5
- Samsung Galaxy Z Fold6
- Samsung Galaxy Z Flip
- Samsung Galaxy Z Flip 5G
- Samsung Galaxy Z Flip3
- Samsung Galaxy Z Flip4
- Samsung Galaxy Z Flip5
- Samsung Galaxy Z Flip6

## Tablets

### A-Reihe
| Modellname               | Modellnummern                                 | Jahr    | OS          | Größe (Zoll) | Display         | CPU                  | GPU                 | RAM                               | Interner Speicher                 |
| ------------------------ | --------------------------------------------- | ------- | ----------- | ------------ | --------------- | -------------------- | ------------------- | --------------------------------- | --------------------------------- |
| Galaxy Tab A 8.0 (2015)  | SM-T350 (Wi-Fi), SM-T355 (3G, 4G/LTE & Wi-Fi) | 2015    | Android     | 8            | 1024 × 768 TFT  | QuadCore 1,2 GHz     | ?                   | 1,5/2GB(Wi-Fi/3G, 4G/LTE & Wi-Fi) | 16/32GB(Wi-Fi/3G, 4G/LTE & Wi-Fi) |
| Galaxy Tab A 9.7         | SM-T550 (Wi-Fi), SM-T555 (3G, 4G/LTE & Wi-Fi) | 2015    | Android     | 9,7          | 1024 × 768 XGA  | QuadCore 1,2 GHz     | ?                   | 1,5 GB                            | 16 GB                             |
| Galaxy Tab A 6.0         | ?                                             | 2016    | Android     | 6            | 1920 × 1080     | ?                    | ?                   | 4 GB                              | 32 GB                             |
| Galaxy Tab A 7.0         | SM-T280 (Wi-Fi), SM-T285 (LTE/Wi-Fi)          | 03/2016 | Android 5.1 | 7            | 1280 × 800 TFT  | QuadCore 1,3 GHz     | ?                   | 1,5 GB                            | 8 GB                              |
| Galaxy Tab A 10.1 (2016) | SM-T580 (Wi-Fi), SM-T585 (LTE/Wi-Fi)          | 05/2016 | Android 6.0 | 10,1         | 1920 × 1200 TFT | OctaCore 1,6 GHz     | ?                   | 2 GB                              | 16/32 GB                          |
| Galaxy Tab A 8.0 (2017)  | SM-T380 (Wi-Fi), SM-T385 (4G/LTE)             | 2017    | Android 5.1 | 8            | ?               | ?                    | ?                   | ?                                 | ?                                 |
| Galaxy Tab A 10.1 (2018) | SM-T580 (Wi-Fi), SM-T585 (3G, 4G/LTE & Wi-Fi) | 2018    | Android     | 10,1         | ?               | ?                    | ?                   | 2 GB                              | ?                                 |
| Galaxy Tab A 10.5        | SM-T590 (Wi-Fi), SM-T595 (LTE)                | 08/2018 | Android     | 10,5         | 1920 × 1200     | OctaCore 1,8 GHz     | ?                   | 3 GB                              | 32 GB                             |
| Galaxy Tab A 8.0 (2019)  | SM-T290 (Wi-Fi), SM-T295 (LTE)                | 2019    | Android     | 8            | 1280 × 800 TFT  | QuadCore 2 GHz       | ?                   | 2 GB                              | 32 GB                             |
| Galaxy Tab A 10.1 (2019) | SM-T510 (Wi-Fi), SM-T515 (LTE)                | 2019    | Android     | 10,1         | 1920 × 1200 TFT | OctaCore 1,6/1,8 GHz | ?                   | 2/3 GB                            | 32/64 GB                          |
| Galaxy Tab A7            | SM-T500 (Wi-Fi), SM-T505 (LTE)                | 2020    | Android     | 10,4         | 2000 × 1200 TFT | OctaCore 2,0/1,8 GHz | Qualcomm Adreno 610 | 3 GB                              | 32 GB                             |
| Galaxy Tab A7 Lite       | SM-T220 (Wi-Fi), SM-T225 (LTE)                | 2021    | Android     | 8,7          | 1340 × 800 TFT  | OctaCore 2,3/1,8 GHz | Qualcomm Adreno 640 | 3 GB                              | 32 GB                             |
| Galaxy Tab A8            | SM-X200 (Wi-Fi), SM-X205 (LTE)                | 2022    | Android     | 10,5         | 1920 × 1200 TFT | OctaCore 2,0 GHz     | ?                   | 3/4 GB                            | 32/64/128 GB                      |
| Galaxy Tab A9            | ?                                             | 2023    | Android     | 8,7          | 1340 × 800 TFT  | OctaCore 2,2 GHz     | Mali-G57 MC2        | 4/8 GB                            | 64/128 GB                         |
| Galaxy Tab A9+           | ?                                             | 2023    | Android     | 11           | 1920 × 1200 TFT | OctaCore 2,2 GHz     | Qualcomm Adreno 619 | 4/8 GB                            | 64/128 GB                         |

### S-Reihe(unvollständig)
| Modellname                        | Modellnummern                                                             | Jahr | OS                          | Größe (Zoll) | Display                        | CPU                                                                             | GPU        | RAM        | Interner Speicher |
| --------------------------------- | ------------------------------------------------------------------------- | ---- | --------------------------- | ------------ | ------------------------------ | ------------------------------------------------------------------------------- | ---------- | ---------- | ----------------- |
| Galaxy Tab S 8.4                  | SM-T700 (Wi-Fi), SM-T701 (3G), SM-T705 (4G)                               | 2014 | Android                     | 8,4          | 2560 × 1600 Super Amoled       | 1.9 GHz 4-core A15 & 1.3 GHz 4-core A7/Qualcomm Snapdragon 800 2.3 GHz Quadcore | Mali-T628  | 3 GB       | 16/32 GB          |
| Galaxy Tab S 10.5                 | SM-T800 (Wi-Fi), SM-T805 (4G)                                             | 2014 | Android                     | 10,5         | 2560 × 1600 Super Amoled       | 1.9 GHz 4-core A15 & 1.3 GHz 4-core A7/Qualcomm Snapdragon 800 2.3 GHz Quadcore | Mali-T628  | 3 GB       | 16/32 GB          |
| Galaxy Tab S2 8.0                 | SM-T710, SM-T713, SM-T715 (Wi-Fi), SM-T719 (LTE)                          | 2015 | Android 6.0(T719)           | 8            | 2048 × 1536 Super Amoled       | OctaCore 1,9+1,3 GHz(T715) 1,8+1,4 GHz(T719)                                    | ?          | 3 GB       | 32 GB             |
| Galaxy Tab S2 9.7                 | SM-T810 (Wi-Fi), SM-T813 (WiFi), SM-T815, SM-T817 (3G/LTE), SM-T819 (LTE) | 2015 | Android 6.0                 | 9,7          | 2048 × 1536 Super Amoled       | OctaCore 1,8+1,4 GHz                                                            | ?          | 3 GB       | 32 GB             |
| Galaxy Tab S3                     | SM-T820 (Wi-Fi), SM-T825 (3G/LTE)                                         | 2017 | Android 7.0                 | 9,7          | 2048 × 1536 Super Amoled       | QuadCore 2,15+1,6 GHz MSM8996Snapdragon 820                                     | Adreno 530 | 4 GB       | 32 GB             |
| Galaxy Tab S4                     | SM-T830 (Wi-Fi), SM-T835 (LTE)                                            | 2018 | Android 8.1                 | 10,5         | 2560 × 1600 Super Amoled       | OctaCore 2,35+1,9 GHz Snapdragon 835                                            | Adreno 540 | 4 GB       | 64 GB             |
| Galaxy Tab S5e                    | SM-T720 (WiFi), SM-T725 (LTE)                                             | 2019 | Android 10 (Samsung One UI) | 10,5         | 2560 × 1600 Super Amoled       | 2,0Ghz/1,7Ghz OctaCoreSnapdragon 670                                            | Adreno 616 | 4 GB       | 64 GB             |
| Galaxy Tab S6                     | SM-T860 (WiFi), SM-T865 (LTE)                                             | 2019 | Android 10 (Samsung One UI) | 10,5         | 2560 × 1600 Super Amoled       | 2,8Ghz/2,4Ghz/1,7Ghz OctaCore Snapdragon 855                                    | Adreno 640 | 6/8 GB     | 128/256 GB        |
| Galaxy Tab S6 lite                | SM-P610 (WiFi), SM-P615 (LTE)                                             | 2020 | Android 10 (Samsung One UI) | 10,4         | 2000 × 1200 IPS                | 2,30 GHz/1,70 GHz OctaCore Exynos 9611                                          | Mali-G72   | 4 GB       | 64/128 GB         |
| Galaxy Tab S6 lite (2022 Edition) | SM-P613 (WiFi), SM-P619 (LTE)                                             | 2022 | Android 12 (Samsung One UI) | 10,4         | 2000 × 1200 IPS                | 2,30 GHz OctaCore Snapdragon 720G                                               | Adreno 618 | 4 GB       | 64/128 GB         |
| Galaxy Tab S7                     | SM-T870 (WiFi), SM-T875 (LTE)                                             | 2020 | Android 10 (Samsung One UI) | 11           | 2560 × 1600 IPS                | Qualcomm Snapdragon 865 Plus                                                    | Adreno 650 | 6 GB       | 128 GB            |
| Galaxy Tab S7+                    | SM-T970 (WiFi), SM-T976 (LTE/5G)                                          | 2020 | Android 10 (Samsung One UI) | 12,4         | 2800 × 1752 Super Amoled       | Qualcomm Snapdragon 865 Plus                                                    | Adreno 650 | 6/8 GB     | 128/256 GB        |
| Samsung Galaxy Tab S7 FE          |                                                                           | 2021 | Android 11 (Samsung One UI) | 12,4         | 2560 × 1600 IPS                | Qualcomm Snapdragon 750G                                                        |            | 4 GB       | 64 GB             |
| Samsung Galaxy Tab S8             |                                                                           | 2022 | Android 12 (Samsung One UI) | 11           | 2560 × 1600 LTPS               | Exynos 2200                                                                     |            | 8/12 GB    | 128/256 GB        |
| Samsung Galaxy Tab S8+            |                                                                           | 2022 | Android 12 (Samsung One UI) | 12,4         | 2800 × 1752 Super-Amoled       | Exynos 2200                                                                     |            | 8/12 GB    | 128/256 GB        |
| Samsung Galaxy Tab S8 Ultra       |                                                                           | 2022 | Android 12 (Samsung One UI) | 14,6         | 2960 × 1848 Super-Amoled       | Exynos 2200                                                                     |            | 8/12/16 GB | 128/256/512 GB    |
| Samsung Galaxy Tab S9             |                                                                           | 2023 | Android 13 mit One UI 5.1.1 | 11           | 2560 × 1600 OLED, 60–120 Hertz | Qualcomm Snapdragon 8 Gen 2                                                     |            | 8/12 GB    | 128/256 GB        |
| Samsung Galaxy Tab S9+            |                                                                           | 2023 | Android 13 mit One UI 5.1.1 | 12,4         | 2800 × 1752 OLED, 60–120 Hertz | Qualcomm Snapdragon 8 Gen 2                                                     |            | 12 GB      | 256/512 GB        |
| Samsung Galaxy Tab S9 Ultra       |                                                                           | 2023 | Android 13 mit One UI 5.1.1 | 14,6         | 2960 × 1848 OLED, 60–120 Hertz | Qualcomm Snapdragon 8 Gen 2                                                     |            | 12/16 GB   | 256/512 GB, 1TB   |

## Notebooks

### Konventionelle Notebooks
| Modellname      | Jahr | Größe (Zoll) | CPU                                              | RAM      | interner Speicher | Besonderheiten            |
| --------------- | ---- | ------------ | ------------------------------------------------ | -------- | ----------------- | ------------------------- |
| Galaxy Book S   | 2020 | 13,3         | Intel Core i5-Lakefield, Qualcomm Snapdragon 8cx | 8 GB     | 256 GB            | ARM-basierte CPU (QS 8cx) |
| Galaxy Book Ion | 2020 | 13,3; 15,6   | Intel Core i5, i7                                | 8, 16 GB | 256, 512 GB       |                           |
| Galaxy Book Go  | 2021 | 14           | SnapDragon ARM-basierte CPU                      | 4 GB     | 128 GB            | Einsteiger-Notebook       |
| Galaxy Book     | 2021 | 15           | Intel Core i5, i7                                | 8, 16 GB | 256, 512 GB       |                           |
| Galaxy Book Pro | 2021 | 13, 15       | Intel Core i5, i7                                | 8, 16 GB | 256, 512 GB       |                           |

### 2-in-1 Convertibles
| Modellname          | Jahr | Größe (Zoll) | CPU               | RAM      | interner Speicher | Besonderheiten    |
| ------------------- | ---- | ------------ | ----------------- | -------- | ----------------- | ----------------- |
| Galaxy Book Flex    | 2020 | 13,3; 15,6   | Intel Core i5, i7 | 8, 16 GB | 256, 512 GB       | S-Pen integriert  |
| Galaxy Book Flex 2  | 2021 | 13,3         | Intel Core i5, i7 | 16 GB    | 256, 512 GB       | S-Pen integriert  |
| Galaxy Book Pro 360 | 2021 | 13, 15       | Intel Core i5, i7 | 8, 16 GB | 256, 512 GB       | S-Pen unterstützt |
| Galaxy Book2 360    |      | 13,3         | Intel Core i5     | 8 GB     | 256 GB            | S-Pen unterstützt |

## Kabellose Kopfhörer
| Modellname                 | Modellnummer   | Jahr | Codecs                           |
| -------------------------- | -------------- | ---- | -------------------------------- |
| Samsung Galaxy Gear Icon X |                | 2018 |                                  |
| Galaxy Buds                | SM-R170NZKAATO | 2019 | SBC, AAC, Samsung Scalable Codec |
| Samsung Galaxy Buds+       | SM-R175NZWAEUA | 2020 | SBC, AAC, Samsung Scalable Codec |
| Samsung Galaxy Buds Live   | SM-R180NZKAXAR | 2020 | SBC, AAC, Samsung Scalable Codec |
| Samsung Galaxy Buds Pro    |                | 2021 |                                  |
| Samsung Galaxy Buds 2      |                | 2021 |                                  |
| Samsung Galaxy Buds 2 Pro  |                | 2022 |                                  |

## Wearables

### Fitnessarmbänder
- Samsung Galaxy Fit
- Samsung Galaxy Fit e
- Samsung Galaxy Fit 2
- Samsung Galaxy Fit 3

### Smartwatches
- Samsung Galaxy Gear
- Samsung Galaxy Gear 2
- Samsung Gear Sport
- Samsung Galaxy Gear 2 Neo
- Samsung Galaxy Gear Fit
- Samsung Galaxy Gear S
- Samsung Galaxy Gear S2
- Samsung Galaxy Gear S3
- Samsung Galaxy Watch
- Samsung Galaxy Watch Active
- Samsung Galaxy Watch Active 2
- Samsung Galaxy Watch 3
- Samsung Galaxy Watch 4
- Samsung Galaxy Watch 4 Classic
- Samsung Galaxy Watch 5
- Samsung Galaxy Watch 5 Pro
- Samsung Galaxy Watch 6
- Samsung Galaxy Watch 6 Classic
- Samsung Galaxy Watch 7
- Samsung Galaxy Watch Ultra

### Smart Ring
- Samsung Galaxy Ring

## Ehemalige und Produkte und Kategorien

### Eingestellte Reihen
| Buchstabe | Bedeutung | Produkt/Zielgruppe                           |
| --------- | --------- | -------------------------------------------- |
| A         | Ace       | Geräte für wenig Geld                        |
| C         | China     | (nur in China) Einsteigergeräte              |
| J         | Joy       | Einsteiger-Geräte, übernommen durch Galaxy A |
| K         | Kamera    | Smartphones mit Augenmerk auf die Kamera     |
| N         | Note      | High-End-Geräte mit dem Stylus S-Pen         |
| O         | On        | (nur in Indien) Mittelklasse-Geräte          |
| R         | Royal     | Oberklasse-Geräte                            |
| W         | Wonder    | hochwertige Mittelklasse-Geräte              |
| Y         | Young     | Einsteiger-Geräte für junge Anwender         |

### Smartphones
- Samsung Galaxy (GT-I7500)
- Samsung Galaxy 3 (GT-I5800)
- Samsung Galaxy 5 (GT-I5500)
- Samsung Galaxy 551
- Samsung Galaxy Express (GT-I8730)

#### Samsung Galaxy Ace-Reihe
- Samsung Galaxy Ace (S5830, S5830i)
- Samsung Galaxy Ace DUOS
- Samsung Galaxy Ace Plus (S7500)
- Samsung Galaxy Ace 2 (GT-I8160)
- Samsung Galaxy Ace 3
- Samsung Galaxy Ace 4

#### Samsung Galaxy C-Reihe (nur in China)
- Samsung Galaxy C3 (2015)
- Samsung Galaxy C3 (2017)
- Samsung Galaxy C3 (2018)
- Samsung Galaxy C5 (2016)
- Samsung Galaxy C5 (2017)
- Samsung Galaxy C5 (2019)
- Samsung Galaxy C7 (2016)
- Samsung Galaxy C7 (2017)
- Samsung Galaxy C7 4G (2019)
- Samsung Galaxy C8 (2016)
- Samsung Galaxy C8 (2018)
- Samsung Galaxy C9 (2016)

#### Samsung Galaxy J-Reihe
- Samsung Galaxy J1
- Samsung Galaxy J2 Duos
- Samsung Galaxy J3
- Samsung Galaxy J3 (2016)
- Samsung Galaxy J4
- Samsung Galaxy J4+
- Samsung Galaxy J5
- Samsung Galaxy J5 (SM-J500)
- Samsung Galaxy J5 (2016)
- Samsung Galaxy J5 Prime
- Samsung Galaxy J6
- Samsung Galaxy J7
- Samsung Galaxy J7 Prime
- Samsung Galaxy J7 (2016)
- Samsung Galaxy J7 (2017)

#### Samsung Galaxy Note-Reihe
- Samsung Galaxy Note (N7000)[25]
- Samsung Galaxy Note II (N7100/N7105 mit LTE)
- Samsung Galaxy Note 3[26]
- Samsung Galaxy Note 3 NEO
- Samsung Galaxy Note 4 (N910F&SM-N910C)
- Samsung Galaxy Note Edge
- Samsung Galaxy Note 5
- Samsung Galaxy Note 7
- Samsung Galaxy Note FE
- Samsung Galaxy Note 8
- Samsung Galaxy Note 9
- Samsung Galaxy Note 10
- Samsung Galaxy Note 20
- Samsung Galaxy Note 20 5G
- Samsung Galaxy Note 20 Ultra 5G

#### Samsung Galaxy On-Reihe (nur in Indien)
- Samsung Galaxy On5 (2016)
- Samsung Galaxy On6 (2015)
- Samsung Galaxy On6 (2017)
- Samsung Galaxy On6 4G (2018)
- Samsung Galaxy On8 (2015)
- Samsung Galaxy On8 (2016)
- Samsung Galaxy On8 (2017)
- Samsung Galaxy On8 4G (2018)

#### Samsung Galaxy Y-Reihe
- Samsung Galaxy Y (GT-S5360)
- Samsung Galaxy Y Duos (GT-S6102)
- Samsung Galaxy Y Young (GT-S5360)
- Samsung Galaxy Y Pro (GT-B5510)
- Samsung Galaxy Y Pro Duos (GT-B5512)

#### Samsung Galaxy Z-Reihe
- Samsung Galaxy Z2016
- Samsung Galaxy Z2017
- Samsung Galaxy Z2018
- Samsung Galaxy Z2018 4G
- Samsung Galaxy Z2019
- Samsung Galaxy Z2019 4G

#### Weitere
- Samsung Galaxy Alpha (SM-G850F)
- Samsung Galaxy Beam (GT-I8520, GT-I8530)
- Samsung Galaxy Chat
- Samsung Galaxy E5
- Samsung Galaxy E7
- Samsung Galaxy Fame (GT-S6810P)
- Samsung Galaxy Fit (S-5670)
- Samsung Galaxy Folder
- Samsung Galaxy Folder 2
- Samsung Galaxy Gio (S5660)
- Samsung Galaxy Gio Duo
- Samsung Galaxy Grand Prime (SM-G530H)
- Samsung Galaxy K Zoom
- Samsung Galaxy Mini (GT-S5570)
- Samsung Galaxy Mini II (GT-S6500)
- Samsung Galaxy Mega (GT-I9205)
- Samsung Galaxy Music
- Samsung Galaxy Nexus (GT-I9250)
- Samsung Galaxy Player
- Samsung Galaxy Pocket (GT-S5300)
- Samsung Galaxy Pro (GT-B7510)
- Samsung Galaxy Round
- Samsung Galaxy Spica (GT-I5700)
- Samsung Galaxy W (GT-I8150)

### Tablets

#### Einsteiger- und Mittelklassetablets
| Modellname            | Modellnummern                                            | Jahr    | OS            | Größe (Zoll) | Display                      | CPU                                                             | GPU                                          | RAM    | Interner Speicher |
| --------------------- | -------------------------------------------------------- | ------- | ------------- | ------------ | ---------------------------- | --------------------------------------------------------------- | -------------------------------------------- | ------ | ----------------- |
| Galaxy Tab (7.0)      | GT-P1010 (Wi-Fi), GT-P1000 (3G)                          | 10/2010 | Android       | 7            | 1024 × 600 TFT               | 1 GHz Samsung Exynos 3110 (P1000), 1,0 GHz ARM-Cortex-A8(P1010) | PowerVR SGX540(P1000), PowerVR SGX530(P1010) | 512 MB | 16/32 GB          |
| Galaxy Tab 10.1v      | GT-P7100                                                 | 05/2011 | Android 3.0   | 10,1         | 1280 × 800 TFT               | 1,0 GHz Dual-Core Nvidia Tegra 2                                | ?                                            | 1 GB   | 16/32 GB          |
| Galaxy Tab 8.9        | GT-P7310 (Wi-Fi), GT-P7300 (3G)                          | 06/2011 | Android 3.1   | 8,9          | 1280 × 800 TFT               | 1,0 GHz Dual-Core Nvidia Tegra 2                                | ?                                            | 1 GB   | 16/32 GB          |
| Galaxy Tab 10.1       | GT-P7510 (WiFi), GT-P7500 (3G)                           | 07/2011 | Android 3.2   | 10,1         | 1280 × 800 PLS               | 1,0 GHz Dual-Core Nvidia Tegra 2                                | ?                                            | 1 GB   | 16/32/64 GB       |
| Galaxy Tab 10.1N      | GT-P7501(HSPA+), GT-P7511(WiFi)                          | 12/2011 | Android 4.0   | 10,1         | 1280 × 800 PLS               | 1,0 GHz Dual-Core Nvidia Tegra 2                                | ?                                            | 1 GB   | 16/32/64 GB       |
| Galaxy Tab 7.0 Plus   | GT-P6210 (Wi-Fi), GT-P6200 (3G)                          | 12/2011 | Android       | 7            | 1024 × 600 PLS               | 1.2 GHz Samsung Exynos 4210                                     | ?                                            | 1 GB   | 16/32 GB          |
| Galaxy Tab 7.7        | GT-P6810 (Wi-Fi), GT-P6800 (3G)                          | 12/2011 | Android 3.2   | 7,7          | 1280 × 800 Super AMOLED Plus | 1.4 GHz Dual-Core Samsung Exynos 4210                           | ?                                            | 1 GB   | 16/32/64 GB       |
| Galaxy Tab 7.0 Plus N |                                                          | 03/2012 | Android       | 7            | 1024 × 600 PLS               |                                                                 | ?                                            | 1 GB   | 16/32 GB          |
| Galaxy Tab 2 7.0      | GT-P3110 (Wi-Fi), GT-P3100 (UMTS)                        | 03/2012 | Android 4.1.1 | 7            | 1024 × 600 PLS               | 1 GHz dual-core Texas Instruments OMAP4430                      | PowerVR SGX540                               | 1 GB   | 8/16/32 GB        |
| Galaxy Tab 2 10.1     | GT-P5110 (Wi-Fi) Eu, GT-P5113 (Wi-Fi) USA, GT-P5100 (3G) | 06/2012 | Android 4.0   | 10,1         | 1280 × 800 PLS               | 1 GHz dual-core Texas Instruments OMAP4430                      | PowerVR SGX540                               | 1 GB   | 16/32 GB          |
| Galaxy Tab 3 Lite 7.0 | SM-T111 (3G), SM-T110 (Wi-Fi)                            | 01/2014 | Android 4.2.2 | 7            | 1024 × 600 TFT-LC            | 1.2 GHz Dual-Core ARM Cortex A9                                 | Vivante GC1000                               | 1 GB   | 8 GB              |
| Galaxy Tab 3 7.0      | SM-T210 (Wi-Fi), SM-T211 (3G), SM-T215 (4G)              | 05/2013 | Android 4.2   | 7            | 1024 × 600 TFT-LC            | 1.2 GHz dual-core PXA986                                        | ?                                            | 1 GB   | 8/16 GB           |
| Galaxy Tab 3 8.0      | SM-T310 (Wi-Fi), SM-T311 (3G), SM-T315 (4G)              | 06/2013 | Android 4.2   | 8            | 1280 × 800 TFT-LC            | 1.5 GHz Dual-Core Samsung Exynos 4212                           | Mali-400MP                                   | 1.5 GB | 16/32 GB          |
| Galaxy Tab 3 10.1     | GT-P5210 (Wi-Fi), GT-P5200 (3G), GT-P5220 (4G)           | 06/2013 | Android 4.2   | 10,1         | 1280 × 800 TFT-LC            | 1.6 GHz Dual-Core Intel Atom Z2560                              | PowerVR SGX544MP2                            | 1 GB   | 16/32 GB          |
| Galaxy Tab 4 7.0      | SM-T230 (Wi-Fi), SM-T231 (3G), SM-T235 (4G)              | 2014    | Android 4.4   | 7            | 1280 × 800 TFT               | 1.2 GHz QuadCore Cortex-A7                                      | GC1000                                       | 1.5 GB | 8/16 GB           |
| Galaxy Tab 4 8.0      | SM-T330 (Wi-Fi), SM-T331 (3G), SM-T335 (4G)              | 2014    | Android 4.4   | 8            | 1280 × 800 TFT               | 1.2 GHz 'QuadCore Cortex-A7                                     | Adreno 305                                   | 1.5 GB | 16/32 GB          |
| Galaxy Tab 4 10.1     | SM-T530 (Wi-Fi), SM-T531 (3G), SM-T535 (4G)              | 2014    | Android       | 10,1         | 1280 × 800 TFT               | 1.2 GHz QuadCore Cortex-A7                                      | Adreno 305                                   | 1.5 GB | 16/32 GB          |
| Galaxy Tab E 9.6      | SM-T560 (Wi-Fi), SM-T561 (3G & Wi-Fi)                    | 07/2014 | Android 4.4   | 9,6          | 1280 × 800 TFT               | QuadCore 1,3 GHz Spreadtrum SC7730SE                            | Mali 400 MP4                                 | 1,5 GB | 8 GB              |
| Galaxy Tab E 8        | SM-T375 (Wi-Fi), SM-T377 (4G)                            | 01/2016 | Android 5.1.1 | 8            | 1280 × 800 TFT               | QuadCore 1,3 GHz Cortex A53                                     | Adreno 306                                   | 1,5 GB | 16 GB             |

#### Note-Reihe
| Modellname              | Modellnummern                                                   | Jahr    | OS                    | Größe (Zoll) | Display             | CPU                         | GPU              | RAM  | Interner Speicher |
| ----------------------- | --------------------------------------------------------------- | ------- | --------------------- | ------------ | ------------------- | --------------------------- | ---------------- | ---- | ----------------- |
| Galaxy Note 10.1        | WLAN, UMTS, LTE                                                 | 2012    | Android 4.4.2 KitKat  | 10,1         | 1280 × 800          | QuadCore 1,4 GHz Exynos4412 | ?                | 2 GB | 16/32/64 GB       |
| Galaxy Note 8.0         | WLAN, UMTS, LTE                                                 | 04/2013 | Android, 4.4.2 KitKat | 8.0          | 1280 × 800          | Exynos 4412 1.60 GHz        | GPU Mali 400 MP4 | 2 GB | 16/32 GB          |
| Galaxy Note 10.1 (2014) | SM-P600 (Wi-Fi), SM-P601 (3G & Wi-Fi), SM-P605 (LTE 3G & Wi-Fi) | 2013    | Android               | 10,1         | 2560 × 1600 TFT LCD | QuadCore 2,3 GHz            | ?                | 3 GB | 16 GB             |

#### Weitere
| Modellname            | Modellnummern                               | Jahr | OS      | Größe (Zoll) | Display                     | CPU                                                                             | GPU            | RAM    | Interner Speicher | Anmerkung |
| --------------------- | ------------------------------------------- | ---- | ------- | ------------ | --------------------------- | ------------------------------------------------------------------------------- | -------------- | ------ | ----------------- | --- |
| Galaxy Tab Active     | SM-T360                                     | 2014 | Android | 8            | ?                           | ?                                                                               | ?              | ?      | ?                 | Stoßschutz |
| Galaxy Tab Active 2   | SM-T390 (Wi-Fi), SM-T395 (LTE)              | 2018 | Android | 8            | ?                           | ?                                                                               | ?              | ?      | ?                 | Stoßschutz |
| Galaxy Tab Active Pro | SM-T540 (Wi-Fi), SM-T545 (LTE)              | ?    | Android | 10,1         | 1920 × 1200 TFT             | OctaCore 2,0/1,7 GHz                                                            | ?              | 4 GB   | 64 GB             | Stoßschutz, MIL-STD-810G, USBC, 3,5 mm Klinke, Cams 13/8 MP, Annäherung-, Beschleunigung-, Lage-, Licht-, Hallsensor, Akku wechselbar, BHT 234,5 × 170,2 × 9,9 mm, 653 g, 8600 mAh, bis 15 h |
| Galaxy Tab Active 3   | SM-T575 (LTE)                               | ?    | Android | 8            | 1920 × 1200 TFT             | OctaCore Exynos 9810: 4x 2,7 GHz (Exynos M3), 4x 1,7 GHz (ARM Cortex-A55)       | ?              | 4 GB   | 64 GB             | Stoßschutz, MIL-STD-810H, IP68; USB3.0C, Klinke, 2/3/4G, WiFi/BT5/NFC; Cams rear/front 13/5 MP; Annäherung-, Beschleunigung-, Lage-, Licht-, Hallsensor, Barometer; Akku wechselbar, Dockanschluss Pogo, No-Battery-Mode, inkl. S-Stift, Fingerprint-Reader; BHT 126,8 × 213,8 × 9,9 mm, 429 g                            |
| Galaxy Tab Active 5   | SM-X306B                                    |      | Android | 8            | 1920 × 1200 TFT             | OctaCore Exynos 1380: 4x 2,4 GHz (ARM Cortex-A78), 4x 2,0 GHz (ARM Cortex-A55)  | Arm® Mali™-G68 | 6–8 GB | 128/256 GB        | Stoßschutz, MIL-STD-810H, IP68; USB2.0C, Klinke, 2/3/4G, WiFi6/BT5/NFC; Dual SIM (eSIM, Nano-SIM), Cams rear/front 13/5 MP; Annäherung-, Beschleunigung-, Lage-, Licht-, Hallsensor, Akku 5050 mAh wechselbar, Dockanschluss Pogo, No-Battery-Mode, inkl. S-Stift, Fingerprint-Reader; BHT 126,8 × 213,8 × 10,1 mm, 433 g |
| Galaxy Tab Pro 8.4    | SM-T320 (Wi-Fi), SM-T321 (3G), SM-T325 (4G) | 2014 | Android | 8,4          | 2560 × 1600 Super Clear LCD | 1.9 GHz 4-core A15 & 1,3 GHz 4-core A7/Qualcomm Snapdragon 800 2,3 GHz Quadcore | Mali-T628      | 2 GB   | 16/32 GB          | |
| Galaxy Tab Pro 10.1   | SM-T520 (Wi-Fi), SM-T525 (3G)               | 2014 | Android | 10,1         | 2560 × 1600 Super Clear LCD | 1.9 GHz 4-core A15 & 1,3 GHz 4-core A7/Qualcomm Snapdragon 800 2,3 GHz Quadcore | ?              | 2 GB   | 16/32 GB          | |
| Galaxy Tab Pro 12.2   | SM-T900 (Wi-Fi), SM-T905 (LTE, 3G & Wi-Fi)  | 2014 | Android | 12,2         | 2560x1600 WQXGA Display     | 1.90 GHz Quad Core Processor Samsung Exynos 5 Octa processor                    | ?              | 3 GB   | ?                 | |
| Galaxy Note Pro 12.2  | SM-P900 (Wi-Fi), SM-P905 (LTE 3G & Wi-Fi)   | 2014 | Android | 12,2         | ?                           | ?                                                                               | ?              | 4 GB   | ?                 | |
| Galaxy Tab Pro S 12.0 | SM-W703                                     | 2016 | Windows | 12           | ?                           | ?                                                                               | ?              | ?      | ?                 | |
| Galaxy Book 10.6      | SM-W620, SM-W627                            | 2017 | Windows | 10,6         | ?                           | (Intel Core m3 7Y30)                                                            | ?              | 4 GB   | ?                 | |
| Galaxy Book 12.0      | SM-W720, SM-W728                            | 2017 | Windows | 12           | ?                           | ?                                                                               | ?              | ?      | ?                 | |
| Galaxy View           | SM-T670                                     | 2015 | Android | 18,4         | ?                           | ?                                                                               | ?              | ?      | ?                 | |

### Kameras
Nachfolgend eine Liste aller Kameras der Samsung-Galaxy-Baureihe:
- Samsung Galaxy Camera
- Samsung Galaxy Camera 2